# Orechani
Orechani (en macédonien Орешани) est un village du nord de la Macédoine du Nord, dans la municipalité de Zelenikovo. Le village comptait 515 habitants en 2002.

## Démographie
Lors du recensement de 2002, le village comptait :
- Macédoniens : 387
- Albanais : 103
- Serbes : 12
- Roms : 4
- Turcs : 1
- Autres : 8